# 굿리즈
굿리즈(영어: Goodreads)는 2006년 12월에 창업하고, 2007년 1월에 공개된 웹사이트 및 운영 회사이다. 누구나 무료로 다른 이용자가 기술한 도서 정보와 주석, 비평을 볼 수있다. 계정을 생성하여 개인 페이지에 도서와 독서 목록을 공개 페이지로 서적이나 토론 그룹을 만들 수 있다. 2007년 12월 기준으로 65만명 이상의 이용자와 10,000,000권 이상의 도서 정보가 등록되어 있었다. 본사는 샌프란시스코에 있다.

## 같이 보기
- 더우반
- 오픈 라이브러리
- 하드커버
- 라이브러리 2.0